# Chapelle Saint-André des Arques
La chapelle Saint-André est une chapelle catholique située aux Arques, en France.

## Localisation
La chapelle Saint-André est située dans le département français du Lot, sur le territoire de la commune des Arques.

## Historique
L'édifice a été construit entre le Xe siècle et le XIIe siècle. Le plan et les techniques de construction avec des joints tracés au fer et peints qui peuvent se voir dans l'abside et sur l'arc triomphal devraient permettre de dater l'église au XIe siècle. La petite fenêtre sud doit dater de la fin du XVe siècle. Le mur nord a été partiellement reconstruit à la fin la guerre de Cent Ans.
La chapelle a d'abord été église paroissiale. Elle a reçu des donations de la famille Vassal de Saint-Gily qui possédait le château de Péchaudié situé à proximité.
L'église est ornée de peintures murales datant probablement de la fin du XVe siècle ou du début du XVIe siècle redécouvertes en 1954 par l'abbé Paul Latapie au cours d'une visite qu'il avait faite avec Ossip Zadkine,.
L'édifice est classé au titre des monuments historiques le 14 novembre 1979.

## Description

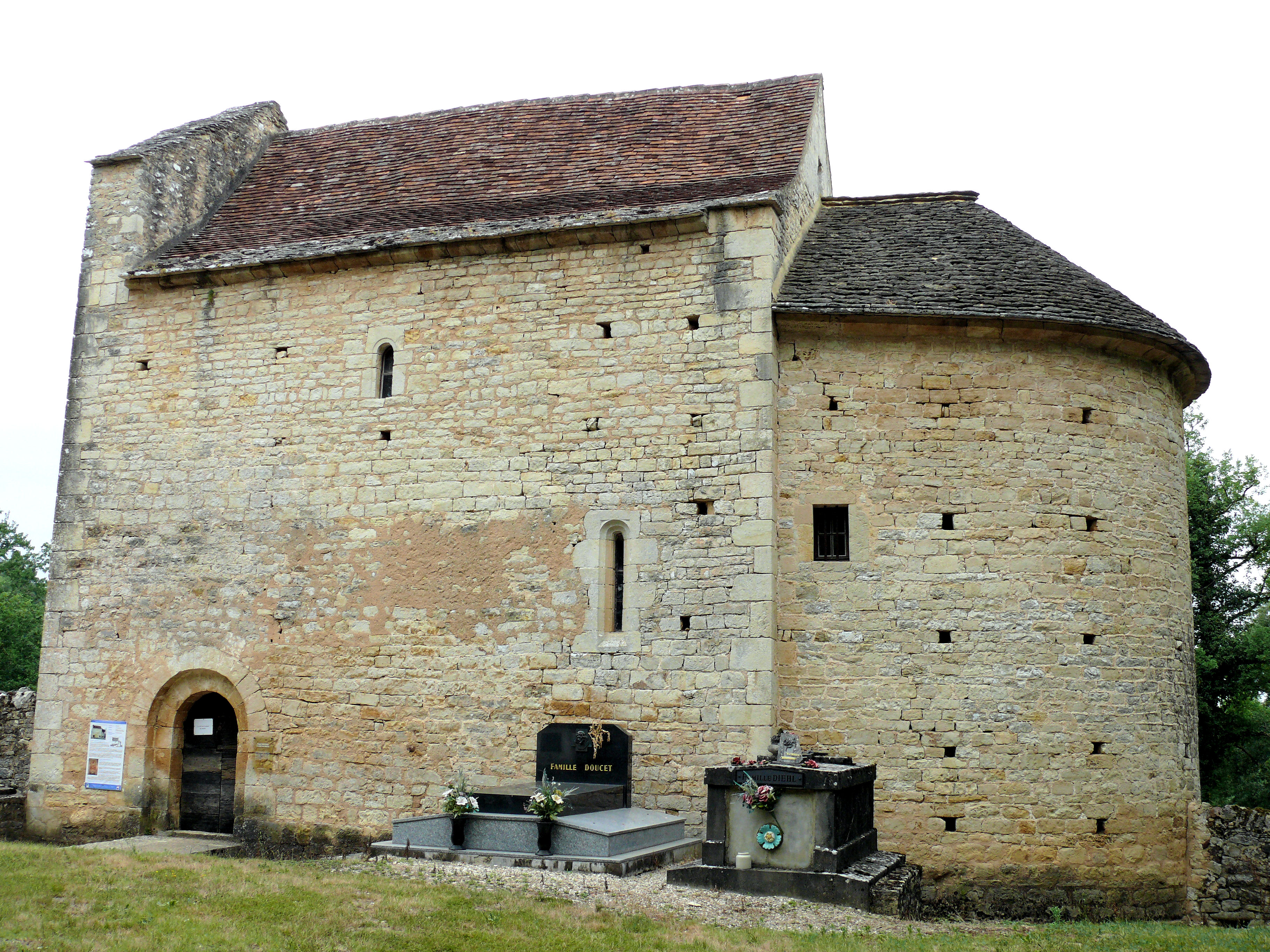
L'église

L'église est à nef unique rectangulaire. La nef est charpentée avec un chevet avec une abside de plan semi-circulaire voûtée en cul-de-four L'abside s'ouvre sur la nef par un arc triomphal en plein cintre retombant sur deux piliers engagés. Le mur ouest est surmonté d'un clocher-mur.
Dans l'abside on peut voir Dieu le Père, coiffé de la tiare et portant le globe. La représentation de Dieu le Père a remplacé au XVe siècle celle du Fils mais on a conservé la représentation du Tétramorphe. 
L'Annonciation est représentée de part et d'autre de l'ouverture. Une bande verticale sépare la scène de l'Annonciation de la représentation des Apôtres répartis en deux groupes de part et d'autre dans le chœur. Les deux piliers qui supportent l'arc triomphal sont ornés de personnages dont un saint Christophe. 
Sur la face du pilier droit, tournée vers la nef, est représentée la Flagellation du Christ. 
En bas du chœur a été peinte une large frise demi circulaire, en forme d'échiquier, à six rangées superposées de losanges coloriés.